# Agathis australis
L'Agathis australis, coneguda comunament pel seu nom maori kauri ('kɑːʉɾi), és un arbre conífera de la família Araucariaceae, que es troba al nord del paral·lel 38° sud a les regions del nord de l'Illa del Nord.
És l'espècie d'arbre més gran (per volum) però no més alta de Nova Zelanda, amb una alçada de fins a 50 m, situant-se per sobre del dosser arbori principal del bosc. L'arbre té l'escorça llisa i les fulles petites i estretes. Altres noms comuns per distingir A. australis d'altres membres d'Agathis són kauri del sud i kauri de Nova Zelanda.
Amb el seu nou patró d'interacció i regeneració del sòl, pot competir amb les angiospermes de creixement més ràpid. Com que és una espècie tan especial, el bosc que el conté es coneix generalment com "bosc de kauri", encara que el kauri no hi sigui l'arbre més abundant. En el clima més càlid del nord, els boscos de kauri tenen una riquesa d'espècies més alta que els que es troben més al sud. El kauri fins i tot actuen com a espècie fonamental que modifica el sòl sota el seu dosser per crear comunitats vegetals úniques.